# المعهد العالي للموسيقا (دمشق)
تأسس المعهد العالي للموسيقا بدمشق عام 1990 ومقره في ساحة الأمويين، عميد المعهد أثيل حمدان
وهو المكان الأكاديمي الوحيد الذي يخرج موسيقيين في سوريا ويضاف إليه كلية التربية الموسيقية في حمص.
للعميد المؤسس الأستاذ صلحي الوادي فضل كبير في وضع الخطط الدراسية والمناهج وتأسيس العديد من الفرق ولعل أهمها فرقة الاوركسترا الوطنية السورية وفرقة كورال الحجرة وفرقة الموسيقا العربية.
يشترط على الراغبين بالتقدم للمعهد العالي للموسيقا أن يكونو حاصلين على الشهادة الثانوية و أن يجيد العزف على الاّلة التي سيختص بها مدة الدراسة للحصول على إجازة في الموسيقا هي 5 سنوات .

## النشأة
حققت الموسيقى الجادة في سورية انتصاراً إبداعياً لافتاً بافتتاح المعهد العالي للموسيقا بعد أن صدر قانون إحداثه بالمرسوم التشريعي رقم (82) لعام 1990 فانتعشت من خلاله آمال الطلاب السوريين بأن يدرسوا الموسيقا في بلادهم بعد أن كانوا يتكبدون عناء السفر والتعب إلى الخارج.
وفي ذات السنة تم تنظيم اللوائح الداخلية للمعهد اعتماداً على الخبرة العالية وأصول التدريس الموسيقي في الأكاديميات العليا في دول العالم المتقدمة، ومن هنا كان همّ المايسترو صلحي الوادي الذي كُلّف بعمادة هذا المعهد منذ تأسيسه؛الارتقاء بمستوى الموسيقا السورية والموسيقيين السوريين و تطوير هذا الفن الراقي اعتماداً على النهضة المهمة التي تأكدت في هذا المجال في مختلف الأماكن في العالم. وربما تجدر الإشارة هنا إلى قيام إدارة المعهد باستقدام خبرات موسيقية مهمة إلى المعهد من الخارج بهدف التأسيس لمنهج أكاديمي ثابت .
لم يبتعد المعهد عن روح الموسيقا العربية والشرقية وذلك بتأكيده على تدريس العود والقانون والبزق والإيقاع والغناء العربي الأصيل، وتطوير دراسة هذه الآلات انطلاقاً من جوهر تطوير الموسيقا الشرقية، والتحليق مع هذه الآلات والعازفين عليها بما يضمن التفرد في كل المهرجانات العربية والعالمية ويحقق تكاملاَ مع بقية آلات الأوركسترا كالكمان والفيولا والفيولونسيل والكونترباص والفلوت والأوبوا والكلارينيت والباصون والإيقاع و الترومبون والترومبيت والتوبا والهورن.
وأمام هذا التنوع الذي شكّل حالة غنىً حقيقية في الدراسة الأكاديمية لطالب قسم الموسيقا بانفتاحه على ثقافات وفنون العالم الموسيقية دون أن يبتعد عن هويته الشرقية وخصوصيته العربية، صارت تتوضح أحداثه في الحياة الموسيقية السورية والعربية .
وهكذا أخذت الآفاق تزداد والرؤى تتسع بهدف تعميق الدراسة الموسيقية، فكان افتتاح قسم الغناء عام 1991، كمطلب حيوي لأصوات متميزة تقدمت إلى المعهد وشكلت بنوعيتها الخاصة نداء لتدريبها وتحسينها على أيدي خبراء أثبتوا أهمية أصوات كهذه على الصعيد العالمي. ولعل الأمر لم يطُل كثيراً حتى تثبت المهرجانات العالمية ذلك، وتبرهن (لبانة القنطار ونعمى عمران وتالار دكرمنجيان) عبر الجوائز المتميزة التي نلناها في هذه المهرجانات؛ ضرورة افتتاح قسم للصوت والغناء تزامناً مع تدريس العلوم الموسيقية الأكاديمية والهارموني بالتوزيع الموسيقي وتاريخ الموسيقا العالمية، إضافة إلى نظريات الموسيقا العربية.
ولم يكن طموح إدارة المعهد العالي للموسيقا المتمثلة برؤى القائمين عليه إحداث معهد أكاديمي للموسيقا لتخريج دفعات تهتم بالموسيقا وتعزفها في أمكنة معينة؛ بل كان أهم وأشمل من هذا باتجاه ترسيخ الموسيقا كفعل إبداعي في الحياة الموسيقية؛ إذ سرعان ما تم إحداث الفرقة السيمفونية الوطنية عام 1992، وأقامت أولى حفلاتها على مسرح قصر المؤتمرات مع بدايات العام 1993 بقيادة المايسترو صلحي الوادي، ولا شك بأن هذه الخطوة هي واحدة من النتائج المهمة لتأسيس هذه الفرقة؛ إذ يُعتبر هذا المعهد الصغير نواة أكاديمية تضم الأطفال اليافعين حصراً، ويحضر لمواهب سيتاح لها أن تبرع في هذا السياق ضمن دراسة أكاديمية عليا.
وللمعهد ستة أقسام رئيسية:

## الوتريات
ويضم هذا القسم الكمان و الفيولا والتشيلّو و الكونترباص.

## النفخ والإيقاع
فيه آلات النفخ النحاسية كالترومبيت والترومبون والفرنش هورن والتوبا؛ كما يضم آلات النفخ الخشبية كالكلارينيت والفلوت والأوبوا والباصون،
والآلات الإيقاعية الأوركسترالية كـالماريمبا والتيمباني والكسيلفون والفايبرفون والسنير، بالإضافة إلى آلات الإيقاع الشرقي؛ الطبلة والرق.

## النظريات
وتُدرّس فيه نظريات الموسيقى العالمية والصولفيج.

## الغناء
وهناك نوعان منه: الغناء الأوبرالي والغناء الشرقي.

## قسم الشرقيّات
وهذا القسم متخصص بالآلات العربية كـالعود والقانون والناي و البزق.